# Esquí de fons als Jocs Olímpics d'hivern de 2010 - relleus 4x10 quilòmetres masculins
Als Jocs Olímpics d'Hivern de 2010 celebrats a la ciutat de Vancouver (Canadà) es disputà una prova de relleus 4x10 quilòmetres d'esquí de fons en categoria masculina, que unida a la resta de proves conformà el programa oficial dels Jocs.
Cada equip utilitzà quatre esquiadors que realitzaren dos recorreguts separats de 5 km. utilitzant les dues tècniques d'esquí de fons (estil clàssic i estil lliure). Els dos primers utilitzaren l'estil clàssic i esls dos restants l'estil lliure.
Aquesta prova es disputà el 24 de febrer de 2010 a les instal·lacions esportives del Whistler Olympic Park. Hi participaren un total de 56 esquiadors de 14 comitès nacionals diferents.

## Resum de medalles
| Or                                                                           | Argent                                                                              | Bronze                                                         |
| Suècia Daniel Rickardsson · Johan Olsson · Anders Södergren · Marcus Hellner | Noruega Martin Johnsrud Sundby · Odd-Bjørn Hjelmeset · Lars Berger · Petter Northug | Txèquia Martin Jakš · Lukáš Bauer · Jiří Magál · Martin Koukal |

## Resultats
| Pos. | Dorsal | CON                                                                                    | Temps                                     | Dif.    |
| ---- | ------ | -------------------------------------------------------------------------------------- | ----------------------------------------- | ------- |
| 1    | 6      | SuèciaDaniel Rickardsson · Johan Olsson · Anders Södergren · Marcus Hellner            | 1:45:05.4 27:57.9 27:55.2 24:35.2 24:37.1 | +0.00   |
| 2    | 1      | NoruegaMartin Johnsrud Sundby · Odd-Bjørn Hjelmeset · Lars Berger · Petter Northug     | 1:45:21.3 27:59.9 28:27.5 24:38.4 24:15.5 | +15.9   |
| 3    | 11     | TxèquiaMartin Jakš · Lukáš Bauer · Jiří Magál · Martin Koukal                          | 1:45:21.9 28:22.4 27:36.4 24:34.8 24:48.3 | +16.5   |
| 4    | 9      | FrançaJean-Marc Gaillard · Vincent Vittoz · Maurice Manificat · Emmanuel Jonnier       | 1:45:26.3 27:56.7 28:03.6 24:31.5 24:54.5 | +20.9   |
| 5    | 3      | FinlàndiaSami Jauhojärvi · Matti Heikkinen · Teemu Kattilakoski · Ville Nousiainen     | 1:45:30.3 27:55.6 28:32.3 24:37.1 24:25.3 | +24.9   |
| 6    | 2      | AlemanyaJens Filbrich · Axel Teichmann · René Sommerfeldt · Tobias Angerer             | 1:45:49.4 27:58.3 28:22.6 24:43.7 24:44.8 | +44.0   |
| 7    | 5      | CanadàDevon Kershaw · Alex Harvey · Ivan Babikov · George Grey                         | 1:47:03.2 28:23.8 28:21.3 24:33.5 25:44.6 | +1:57.8 |
| 8    | 13     | RússiaNikolay Pankratov · Petr Sedov · Alexander Legkov · Maxim Vylegzhanin            | 1:47:04.7 28:33.4 28:07.4 24:56.9 25:27.0 | +1:59.3 |
| 9    | 4      | ItàliaValerio Checchi · Giorgio Di Centa · Pietro Piller Cottrer · Cristian Zorzi      | 1:47:16.6 28:22.1 28:34.3 24:39.8 25:40.4 | +2:11.2 |
| 10   | 7      | SuïssaToni Livers · Curdin Perl · Remo Fischer · Dario Cologna                         | 1:47:57.2 28:20.7 28:26.7 25:35.1 25:34.7 | +2:51.8 |
| 11   | 10     | KazakhstanSergey Cherepanov · Alexey Poltaranin · Yevgeniy Velichko · Nikolay Chebotko | 1:49:49.1 28:36.1 27:45.2 26:38.3 26:49.5 | +4:43.7 |
| 12   | 14     | EslovàquiaMartin Bajčičák · Ivan Bátory · Michal Malak · Peter Mlynár                  | 1:49:52.0 28:21.2 28:28.7 25:49.6 27:12.5 | +4:46.6 |
| 13   | 12     | Estats UnitsAndrew Newell · Torin Koos · Garrott Kuzzy · Simi Hamilton                 | 1:51:27.7 28:37.9 30:01.5 25:49.6 26:58.7 | +6:22.3 |
| 14   | 8      | EstòniaAlgo Kärp · Jaak Mae · Aivar Rehemaa · Kaspar Kokk                              | 1:51:41.2 29:54.6 28:43.4 25:50.0 27:13.2 | +6:35.8 |